# A sziborgium izotópjai
A sziborgiumnak (Sg) nincs stabil izotópja, így standard atomtömege nem adható meg. Legstabilabb izotópjának atomtömege körülbelül 266,12.

## Táblázat
| Az izotóp jele | Z(p)                | N(n)                | Az izotóp tömege (u) | felezési idő                 | magspin | jellemző izotóp- összetétel (móltört) | természetes ingadozás (móltört) |
| Az izotóp jele | gerjesztési energia | gerjesztési energia | gerjesztési energia  | felezési idő                 | magspin | jellemző izotóp- összetétel (móltört) | természetes ingadozás (móltört) |
| -------------- | ------------------- | ------------------- | -------------------- | ---------------------------- | ------- | ------------------------------------- | ------------------------------- |
| 258Sg          | 106                 | 152                 | 258,11317(45)#       | 3,3(10) ms [2,9(+13−7) ms]   | 0+      |                                       |                                 |
| 259Sg          | 106                 | 153                 | 259,11450(19)#       | 580(210) ms [0,48(+28−13) s] | 1/2+#   |                                       |                                 |
| 260Sg          | 106                 | 154                 | 260,11442(4)         | 3,8(8) ms                    | 0+      |                                       |                                 |
| 261Sg          | 106                 | 155                 | 261,11612(14)#       | 230(60) ms                   | 7/2+#   |                                       |                                 |
| 262Sg          | 106                 | 156                 | 262,1164(3)#         | 8(3) ms [6,9(+38−18) ms]     | 0+      |                                       |                                 |
| 263Sg          | 106                 | 157                 | 263,11832(13)#       | 1,0(2) s                     | 9/2+#   |                                       |                                 |
| 263mSg         | 100(70)# keV        | 100(70)# keV        | 100(70)# keV         | 120 ms                       | 3/2+#   |                                       |                                 |
| 264Sg          | 106                 | 158                 | 264,11893(30)#       | 0,4# s                       | 0+      |                                       |                                 |
| 265Sg          | 106                 | 159                 | 265,12111(6)         | 8(3) s                       | 3/2+#   |                                       |                                 |
| 266Sg          | 106                 | 160                 | 266,12207(31)#       | 21(6) s                      | 0+      |                                       |                                 |
| 267Sg          | 106                 | 161                 | 267,12443(29)#       | 19 ms                        |         |                                       |                                 |
| 268Sg          | 106                 | 162                 | 268,12561(58)#       | 30# s                        | 0+      |                                       |                                 |
| 269Sg          | 106                 | 163                 | 269,12876(70)#       | 35(23) s                     |         |                                       |                                 |
| 270Sg          | 106                 | 164                 | 270,13033(66)#       | 10# perc                     | 0+      |                                       |                                 |
| 271Sg          | 106                 | 165                 | 271,13347(70)#       | 2,4(+43−10) perc             |         |                                       |                                 |
| 272Sg          | 106                 | 166                 | 272,13516(82)#       | 1# h                         | 0+      |                                       |                                 |
| 273Sg          | 106                 | 167                 | 273,13822(71)#       | 1# perc                      |         |                                       |                                 |

## Fordítás
Ez a szócikk részben vagy egészben az Isotopes of seaborgium című angol Wikipédia-szócikk ezen változatának fordításán alapul.  Az eredeti cikk szerkesztőit annak laptörténete sorolja fel. Ez a jelzés csupán a megfogalmazás eredetét és a szerzői jogokat jelzi, nem szolgál a cikkben szereplő információk forrásmegjelöléseként.